# مونیکا کوینتروس
مونیکا کوینتروس (انگلیسی: Mónica Quinteros؛ زادهٔ ۵ ژوئیهٔ ۱۹۸۸) بازیکن فوتبال اهل اکوادور است.
وی همچنین در تیم‌های ملی فوتبال Ecuador women's national football team بازی کرده‌است.